# خوان ایگناسیو بایاردینو
خوان ایگناسیو بایاردینو (انگلیسی: Juan Ignacio Baiardino؛ زادهٔ ۲۶ سپتامبر ۱۹۹۹) بازیکن فوتبال است.